# Virola venosa
Virola venosa (Benth.) Warb. – gatunek rośliny z rodziny muszkatołowcowatych (Myristicaceae). Występuje naturalnie w Kolumbii, Wenezueli oraz Brazylii (w stanach Amazonas, Amapá, Pará, Rondônia i Mato Grosso). 

## Morfologia
PokrójZimozielone drzewo dorastający do 5–30 m wysokości.
OwocePojedyncze lub zebrane są po 2–7, są owłosione. Pojedynczy owoc ma kształt od elipsoidalnego do niemal kulistego, osiąga 19–22 mm długości i 16–18 mm szerokości.

## Biologia i ekologia
Rośnie w wiecznie zielonych lasach.